# 니코 토터렐라
니코 토터렐라(Nico Tortorella, 1988년 7월 30일 ~ )는 미국의 배우이다.
2006년부터 알고지낸 베타니 C. 메이어스와 2018년 결혼했으며 니코토터렐라는 다자연애주의자이며 남자 여자에 대한 구분 없이 사람을 사귄다.
베타니도 니코의 사상에 동의하며 둘다 결혼했지만 애인도 따로 있다.
니코 토터렐라는 여장도 즐긴다. 알콜 중독자였고 대마초는 여전히 하며 엑스터시등 다른 마약도 즐겼었다.
성별을 구분이 없어야 하는 사상에 관한 책도 출판 했다.

## 출연 작품
- 피의 형제: 메넨데즈 부모 살인사건 - 라일 메넨데즈 역